# 中华台北男子足球代表队东亚足球锦标赛外围赛及会内赛记录
东亚足球锦标赛前身是皇朝盃足球赛，于1990年在中国开始举办，并举办了四届，但本赛事只有中国，日本，韩国，香港和朝鲜的球队参赛。2002年东亚足球协会成立之后，该项赛事更名为东亚足球锦标赛，所有加入东亚足球协会的成员国，要通过预选赛的方式，来获得最终东亚足球锦标赛决赛参赛名额。 2013年，该项赛事更名为东亚杯足球赛。
中华台北足球队自2003年参赛以来，均参加了外围赛阶段的比赛，但遗憾的是至今未能进入决赛阶段比赛。

## 外围赛阶段

### 2019年東亞足球錦標賽
| 2018年11月11日 第二輪 | 中華臺北   | 1 - 2 | 香港                  | 台北, 中華民國    |
| 18:10 (UTC+8)         | 陳庭揚 81' |       | 麥基 65' · 鍾偉強 84' | 場館： 台北田徑場 |

| 2018年11月13日 第二輪 | 中華臺北       | 2 - 1 | 蒙古国       | 台北, 中華民國    |
| 19:10 (UTC+8)         | 朱恩樂 8', 10' |       | 澤登巴爾 62' | 場館： 台北田徑場 |

| 2018年11月16日 第二輪 | 中華臺北 | 0 - 2 |                         | 台北, 中華民國    |
| 19:10 (UTC+8)         |          |       | 鄭日冠 48' · 張國哲 73' | 場館： 台北田徑場 |

### 2017年東亞足球錦標賽
| 2016年6月30日 第一輪 | 中華臺北                                                                  | 8 - 1 |                         | 迪迪多，关岛                                                 |
| 17:00 UTC+10         | 吳俊青 30', 56' · 陳威全 36' · 林建勛 40', 63', 91', 90+2' · 陳毅維 45' · | 報告  | Kirk Warren Schuler 90' | 場館： 关岛足球协会国家训练中心 ： Khash Erdene Bold（蒙古） |

| 2016年7月2日 第一輪 | 蒙古国 | 0 - 2 | 中華臺北                | 迪迪多，关岛                                        |
| 17:00 UTC+10        |        | 報告  | 林建勛 57' · 林世凱 90' | 場館： 关岛足球协会国家训练中心 ： 冈部拓人（日本） |

| 2016年7月4日 第一輪 | 中華臺北                     | 3 - 2 | 澳門                 | 迪迪多，关岛                                  |
| 17:00 UTC+10        | 林建勛 36', 64' · 曾志偉 88' | 報告  | 陳敏 7' · 李家謙 77' | 場館： 关岛足球协会国家训练中心 ： 金宇成（） |

| 2016年11月6日 第二輪 |                         | 2 - 0 | 中華臺北 | 香港              |
| 15:00 UTC+8          | 鄭日冠 16' · 沈賢鎮 87' | 報告  |          | 場館： 旺角大球場 |

| 2016年11月9日 第二輪 | 香港                      | 4 – 2 | 中華臺北                | 香港                                               |
| 20:00 UTC+8          | 艾力士 21', 48', 70', 71' | 報告  | 陳柏良 62' · 陳昭安 88' | 場館： 旺角大球場 入場人數： 3,354 ： 王迪（中国） |

| 2016年11月12日 第二輪 | 中華臺北                | 2 – 0 | 關島 | 香港                                                |
| 15:00 UTC+8           | 吳俊青 26' · 林建勛 80' | 報告  |      | 場館： 旺角大球場 ： Tumenbayar Doljinsuren（蒙古） |

### 2015年東亞盃
| 2014年11月13日 第二輪 | 中華臺北   | 1 - 2    | 關島                                       | 台北市，中華民國                                                                  |
| 19:00 UTC+8           | 陳浩瑋 56' | 比賽報告 | Jason Cunliffe 14'（） · Shane Malcolm 42' | 場館： 台北田徑場 入場人數： 2,405 ： 金大龍 ： PARK IN SUN 陳紹雄 ： KIM SONG HO |

| 2014年11月16日 第二輪 | 中華臺北 | 0 - 1    | 香港           | 台北市，中華民國                                                                |
| 19:00 UTC+8           |          | 比賽報告 | 林嘉緯 54'（） | 場館： 台北田徑場 入場人數： 8,860 ： 金成虎 ： Choe Chol Park In Sun ： 金大容 |

| 2014年11月19日 第二輪 | 中華臺北 | 0 - 0    |  | 台北市，中華民國                                                            |
| 19:00 UTC+8           |          | 比賽報告 |  | 場館： 台北田徑場 入場人數： 5,807 ： 木村浩之 ： Mu Yuxin 越智新次 ： 譚海 |

### 2013年東亞盃
| 2012年12月1日 第二輪 | 中華臺北   | 1 - 6 |                                                                     | 香港                                                                      |
| 17:10                | 陳浩瑋 79' | 報告  | 安日范 28' · 朴成哲 34' · 李光榮 42' · 朴男哲 65' · 李明俊 67', 89' | 場館： 旺角大球場 入場人數： 3,040 ： 王哲 ： Ala Musi 陳紹雄 ： 飯田淳平 |

| 2012年12月5日 第二輪 | 中華臺北     | 1 - 1 | 關島       | 香港                                                                                |
| 17:50 UTC+8          | 羅志安 90+2' | 報告  | Naputi 67' | 場館： 香港大球場 入場人數： 989 ： 金大容 ： 陳紹雄 Anuwat Feenuechang ： 飯田淳平 |

| 2012年12月7日 第二輪 | 香港                    | 2 - 0 | 中華臺北 | 香港                                                                                    |
| 20:30 UTC+8          | 陈伟豪 24' · 李康廉 25' | 報告  |          | 場館： 香港大球場 入場人數： 2,315 ： 飯田淳平 ： Ala Musi Anuwat Feenuechang ： 金大容 |

| 2012年12月9日 第二輪 |                                                                                                 | 8 - 0 | 中華臺北 | 香港                                                                                  |
| 17:00 UTC+8          | 加西亚 11' · 哥夫韋迪 17' · 塔加特 19', 29' · 贝西奇 34', 56' · 摩爾 47' · 楊朝勛 82'（烏龍球） | 報告  |          | 場館： 香港大球場 入場人數： 3,345 ： 金大容 ： Anuwat Feenuechang 陳紹雄 ： 飯田淳平 |

### 2010年东亚足球锦标赛
| 2009年8月23日 第二輪 | 中華臺北 | 0 - 4 | 香港                                             | 高雄市，中華民國                              |
| 19:00 [UTC+8]        |          | 報告  | 李威廉 38' · 陳偉豪 45+' · 谢雷 60' · 陳肇麒 63' | 場館： 國家體育場 入場人數： 12,000 ： 东城穰 |

| 2009年8月25日 第二輪 | 中華臺北                                | 4 - 2 | 關島                       | 高雄市，中華民國                             |
| 19:00 [UTC+8]        | 陳柏良 45+' 68' · 張涵 61' · 羅志恩 75' | 報告  | 約書亞·安德魯·博賈 5', 26' | 場館： 國家體育場 入場人數： 7,500 ： 松尾肇 |

| 2009年8月27日 第二輪 | 中華臺北 | 1 - 2 |                                | 高雄市，中華民國                              |
| 19:00 [UTC+8]        | 張涵 49' | 報告  | 鄭大世 23' (點球) · 志尹南 61' | 場館： 國家體育場 入場人數： 10,000 ： 松尾肇 |

### 2008年东亚足球锦标赛
| 2007年6月17日 第二輪B組 | 關島 | 0 - 10 | 中華臺北                                                                               | 澳門                                          |
| 15:00 UTC+8             |      | 报告   | 羅志恩 7', 28', 72', 88' · 蔡暉鎧 20' · 馮保興 25', 38' · 陳柏良 52', 68' · 黃正宗 74' | 場館： 澳門運動場 入場人數： 45,021 ： 万大雪 |

| 2007年6月19日 第二輪B組 | 香港       | 1 - 1 | 中華臺北   | 澳門                                       |
| 15:00 UTC+8             | 罗志焜 56' | 报告  | 黄玮仪 51' | 場館： 澳門運動場 入場人數： 200 ： 金仪寿 |

| 2007年6月24日 第二輪第三名排名賽 | 澳門                    | 2 - 7 | 中華臺北                                                                          | 澳門                                       |
| 15:00 UTC+8                      | 张哲源 48' · 梁仲贤 78' | 报告  | 黃瑋儀 3' · 馮保興 42' · 郭俊毅 52' · 陳柏良 56' · 羅志恩 57', 90+1' · 羅志安 71' | 場館： 澳門運動場 入場人數： 200 ： 金仪寿 |

### 2005年东亚足球锦标赛
| 2005年3月5日 資格賽 | 中華臺北                                                                    | 9 - 0 | 關島 | 台北市，中華民國  |
| 14:00 UTC+8         | 涂明楓 8' · 郭殷宏 10', 20', 69' · 江世祿 56', 70' · 何明站 66', 83', 90+3' | 報告  |      | 場館： 中山足球場 |

| 2005年3月9日 資格賽 | 中華臺北 | 0 - 2 |                 | 台北市，中華民國  |
| 14:00 UTC+8         |          | 報告  | 崔哲萬 13', 14' | 場館： 中山足球場 |

| 2005年3月11日 資格賽 | 中華臺北 | 0 - 5 | 香港                                                  | 台北市，中華民國  |
| 14:00 UTC+8          |          | 報告  | 陳耀麟 7', 45' · 林嘉緯 19' · 潘耀焯 59' · 蔣世豪 61' | 場館： 中山足球場 |

| 2005年3月13日 資格賽 | 中華臺北 | 0 - 0 | 蒙古国 | 台北市，中華民國  |
| 16:30 UTC+8          |          | 報告  |        | 場館： 中山足球場 |

### 2003年东亚足球锦标赛
| 2003年2月22日 資格賽 | 香港                    | 2 - 0 | 中華臺北 | 香港                                         |
| 16:00 UTC+8          | 郭裕洪 77' · 李伟文 79' |       |          | 場館： 香港大球场 入場人數： 6,055 ： 陳兆基 |

| 2003年2月26日 資格賽 | 中華臺北                                      | 4 - 0 | 蒙古国 | 香港                             |
| 16:00 UTC+8          | 黃哲明 26', 54' · 江世禄 71' · 杨振兴 90'（） |       |        | 場館： 香港大球场 入場人數： 672 |

| 2003年2月28日 資格賽 | 關島 | 0 - 7 | 中華臺北                                                         | 香港                               |
| 13:30 UTC+8          |      |       | 涂居贤 24', 34' · 许小宝 48', 54', 90' · 许瑞趁 55' · 涂明枫 64' | 場館： 香港大球场 入場人數： 1,814 |

| 2003年3月2日 資格賽 | 澳門       | 1 - 2 | 中華臺北                | 香港                               |
| 13:30 UTC+8         | 何文乐 35' |       | 吴俊益 43' · 黄哲明 53' | 場館： 香港大球场 入場人數： 6,862 |